# Campyloneurum inflatum
Campyloneurum inflatum là một loài thực vật có mạch trong họ Polypodiaceae. Loài này được M. Mey. ex Lellinger miêu tả khoa học đầu tiên năm 1988.